# Bruno Hübner (acteur)
Pour les articles homonymes, voir Hübner.
Bruno Hübner (né le 26 août 1899 à Langenbruck, mort le 22 décembre 1983 à Munich) est un acteur et réalisateur allemand.

## Biographie
Après son service militaire, il fait ses débuts à la Neuen Wiener Bühne, fondée et dirigée par Emil Geyer, de 1919 à 1922. Il obtient un contrat au théâtre Lessing à Berlin. Après des engagements à Bonn, Karlsruhe, Neuss, Coblence et Düsseldorf, il revient à Berlin au Volksbühne en 1933. De 1934 à la fin de la Seconde Guerre mondiale, il fait partie de l'ensemble du Deutsches Theater de Berlin, dirigé par Heinz Hilpert et est souvent invité entre 1938 et 1944 au Theater in der Josefstadt à Vienne.
Lorsque les bombes tombent sur le toit du Deutsches Theater en 1944, Hübner sert comme pompier.
Après la guerre, Bruno Hübner se rend à Munich et joue au Kammerspiele quelques années. Il va ensuite au Residenztheater puis est un acteur indépendant.
Hübner est par sa capacité, mais aussi son apparence (grand et délabré) un interprète de rôles bizarres. Il met en scène notamment les poètes Johann Nestroy et Ferdinand Raimund.
Par ailleurs, il est aussi humoriste, jouant notamment après la guerre à Die Schaubude.

## Filmographie

### Acteur

#### Cinéma
- 1935 : Das Mädchen Johanna
- 1935 : Punks Arrives from America : Bridgespieler
- 1936 : Contrebande : Dr. Negruzzi
- 1936 : Die letzten Vier von Santa Cruz : Borinsky
- 1936 : Thunder, Lightning and Sunshine : Iwan
- 1937 : La Cruche cassée : Veit Tümpel, Bauer
- 1937 : Patriotes : Jules Martin - Direktor eines Fronttheaters
- 1937 : Sottises : Kammerdiener im Hause Hoyer
- 1938 : Gastspiel im Paradies : Dr. Janowski
- 1938 : L'Appel de la montagne : Stefano
- 1939 : Der grüne Kaiser : Geschworener
- 1939 : Maria Ilona : Pospischill
- 1939 : Silvesternacht am Alexanderplatz : Schnitzereienverkäufer
- 1939 : The Wedding Journey : First, Impatient Invité
- 1940 : Bismarck : Graf Rechberg
- 1940 : Das jüngste Gericht : Auzinger, Phsyik-Professor
- 1940 : Die Rothschilds : Ruthworth - Nathans Agent
- 1940 : Falschmünzer : Hubert Bonifatius, ein bekannter der Schwestern Lieb
- 1940 : Grandison le félon : Mildon
- 1940 : Scandale à Vienne : Zweiter Kapellmeister Schlögl
- 1941 : Alarmstufe V : Nikolaus
- 1941 : Die Kellnerin Anna : Angestellter im Altersheim
- 1942 : Der Fall Rainer : Orchestervorstand Sonberger
- 1942 : Fünftausend Mark Belohnung : Butscholik
- 1943 : Ein glücklicher Mensch : Phlegmatiker
- 1944 : J'ai rêvé de toi : Prof. Thümmler
- 1944 : Nora : Labsaal, Faktotum bei Brack
- 1944 : Tierarzt Dr. Vlimmen : Mann im Büro van der Kalk
- 1945 : Wie ein Dieb in der Nacht
- 1945 : Wir sehn uns wieder : Meinhardt - Organist
- 1947 : Geld ins Haus : Steindl, Reisender
- 1948 : L'homme à l'étoile changeante : Siebzehn
- 1948 : Secrets of a Soul : Bildhauer
- 1949 : Freitag, der 13. : Inspektor Derschugg
- 1950 : Docteur Praetorius : Shunderson
- 1951 : Possédée du diable : Anton Lechner
- 1952 : Die große Versuchung : Professor Dr. Nanken
- 1952 : Mon nom est Niki : Regierungsdirektor
- 1953 : Fanfaren der Ehe : Arzt
- 1953 : Knall und Fall als Detektive : Schmittchen
- 1954 : Annette de Tharau : Dr. Bruns
- 1954 : Die verschwundene Miniatur
- 1954 : Ein Mädchen aus Paris
- 1954 : La classe volante : Prof. Kreuzkamm
- 1956 : Cerises dans le jardin du voisin : Lehrer Schiller
- 1956 : Zärtliches Geheimnis : Dorflehrer
- 1957 : Die Letzten werden die Ersten sein : Bettler
- 1959 : Der Schatz vom Toplitzsee : Dr. Brankovich, Arzt
- 1960 : La Nonne et les mauvais garçons : Cosme
- 1960 : The Magnificent Rogue : Helmut Niederberger
- 1961 : Im schwarzen Rößl : Notar
- 1963 : Liebe will gelernt sein (de) : Feldhammer
- 1965 : Die fromme Helene : Traugott Knistig
- 1969 : Ludwig auf Freiersfüßen : Prof. Nasenpfeifer
- 1972 : Der letzte Werkelmann : Ferdl
- 1972 : Hauptsache Ferien (de) : Amtmann Kniefer
- 1972 : Mensch, ärgere dich nicht : Clusius
- 1980 : Lulu : Schigolch

#### Télévision
Séries télévisées
- 1955 : Die Galerie der großen Detektive : Sergeant Cuff
- 1968 : Detektiv Quarles : James Benton
- 1970 : Der Kurier der Kaiserin : Pfarrer
- 1971-1972 : Der Kommissar : Hugo Bechtold / Herr Galusch
- 1975-1977 : Sonderdezernat K1 : Paul Sackau / Herr Schumacher
- 1975-1978 : Inspecteur Derrick : Herr Zubringer / Herr Grothke / Josef Horkel
- 1977-1981 : Polizeiinspektion 1 : Vereinsmitglied / Kriegsveteran / Joseph Tiefenbrunner
- 1978-1981 : Le Renard : Opa 'Bumbum' Schultes / Schultes / Pfarrer
- 1979 : Sonne, Wein und harte Nüsse : Professor
- 1984 : Tatort : Kutte Schwertfeger

Téléfilms
- 1958 : Dr. med. Hiob Praetorius : Herr Shunderson
- 1958 : Glaube, Liebe, Hoffnung : Oberinspektor
- 1958 : Paul und Julia : Der alte Paul Wenzke
- 1959 : Der Kirschgarten : First
- 1959 : Peripherie : Richter
- 1960 : Das Kamel geht durch das Nadelöhr : Herr Peschta
- 1961 : Das verräterische Herz : Alter Mann
- 1962 : Der Unschuldige : Petternigg
- 1962 : Mord im Dom : Dritter Priester
- 1963 : Der Schatten: Ein Märchen für Erwachsene : Finanzminister
- 1963 : Spiel im Morgengrauen : Robert Wilram
- 1964 : Die Schlinge : Wladek
- 1964 : Wölfe und Schafe : Tschugunow
- 1965 : Dem Himmel näher : Horace
- 1965 : Der König stirbt : Arzt
- 1965 : Die letzten Tage der Menschheit : Mesner
- 1965 : Späte Liebe : Gerassim P. Margaritow
- 1965 : Tatort : Ehemann
- 1965 : Weiße Wyandotten : Opa Hartmann
- 1966 : An einem ganz gewöhnlichen Tag : Sandmann
- 1967 : Heiraten ist immer ein Risiko : Inspector Campbell
- 1967 : Leuchtfeuer : Josua Stuart
- 1967 : Wo liegt Jena? : Schott
- 1968 : Der Kaufmann von Venedig : Der alte Gobbo
- 1968 : Romeo und Julia auf dem Lande : Marti - Bauer
- 1969 : Der Krampus : Sekretarius Leopold / Ritter von Föderl
- 1969 : Die Erben des tollen Bomberg : Dr. Biermann
- 1969 : Die Hochzeit auf der Alm - Ein dramatisches Schäfergedicht : Manalkas, Ziehvater Polidors
- 1969 : Juno und der Pfau : Schneider 'Nadel'-Nugent
- 1969 : Vanillikipferln : Oberbaurat Schinagl
- 1970 : Blaues Wild : Ranitzky
- 1971 : Birnbaum und Hollerstauden : Der Tod
- 1971 : Gestrickte Spuren : Schiller
- 1971 : Ich log die Wahrheit : Lagerschneider
- 1972 : Hochzeit : Hausbesorger Kokosch
- 1972 : Manolescu - Die fast wahre Biographie eines Gauners : Skamperl
- 1974 : Der Tod des Kleinbürgers
- 1977 : Die Teufelsbraut
- 1978 : Auf den Hund gekommen : August Sippelworz
- 1979 : Wie Rauch und Staub
- 1980 : Die Alten kommen
- 1983 : Der Glockenkrieg

### Réalisateur

#### Télévision
Téléfilms
- 1955 : Die Heiratskomödie
- 1956 : Diener zweier Herren
- 1958 : Weh dem der lügt
- 1963 : Die Entführung aus dem Serail
- 1967 : Das Gold von Bayern